# 1969-es US Open (tenisz)
Az 1969-es US Open az év negyedik Grand Slam-tornája, a US Open 89. kiadása volt, amelyet augusztus 28.–szeptember 9. között rendeztek meg Forest Hills füves pályáján. A férfiaknál Rod Laver, a nőknél Margaret Court győzött.

## Döntők

### Férfi egyes
Rod Laver -   Tony Roche, 7-9 6-1 6-3 6-2

### Női egyes
Margaret Court -  Nancy Richey, 6-2 6-2

### Férfi páros
Ken Rosewall /  Fred Stolle -  Charlie Pasarell /  Dennis Ralston, 2-6 7-5 13-11 6-3

### Női páros
Françoise Durr /  Darlene Hard -  Margaret Court /  Virginia Wade, 0-6 6-4 6-4

### Vegyes páros
Marty Riessen /  Margaret Court -  Dennis Ralston /  Françoise Durr, 7-5 6-3